# Törnesörarna
Törnesörarna är skär i Åland (Finland). De ligger i Skärgårdshavet och i kommunen Kumlinge i landskapet Åland, i den sydvästra delen av landet. Öarna ligger omkring 54 kilometer nordöst om Mariehamn och omkring 240 kilometer väster om Helsingfors.
Arean för den av öarna koordinaterna pekar på är 1,9 hektar och dess största längd är 210 meter i nord-sydlig riktning. Runt Törnesörarna är det mycket glesbefolkat, med 5 invånare per kvadratkilometer.. Närmaste större samhälle är Brändö, 19,1 km öster om Törnesörarna.